# واکنش‌ها به مرگ محمدرضا شجریان

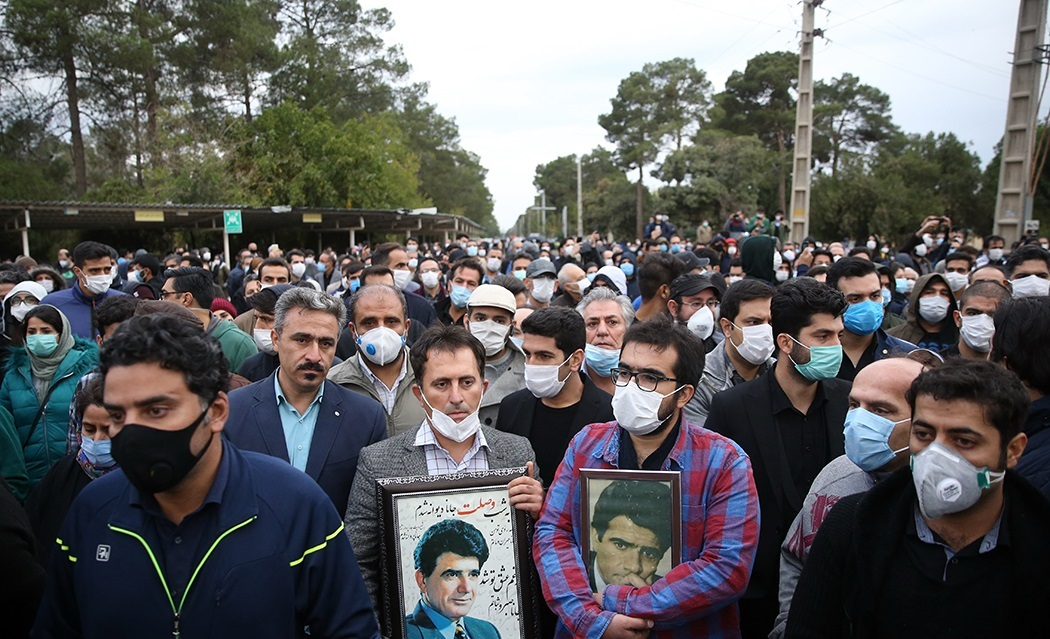
در بهشت زهرا هنگام اقامه نماز بر پیکر محمدرضا شجریان

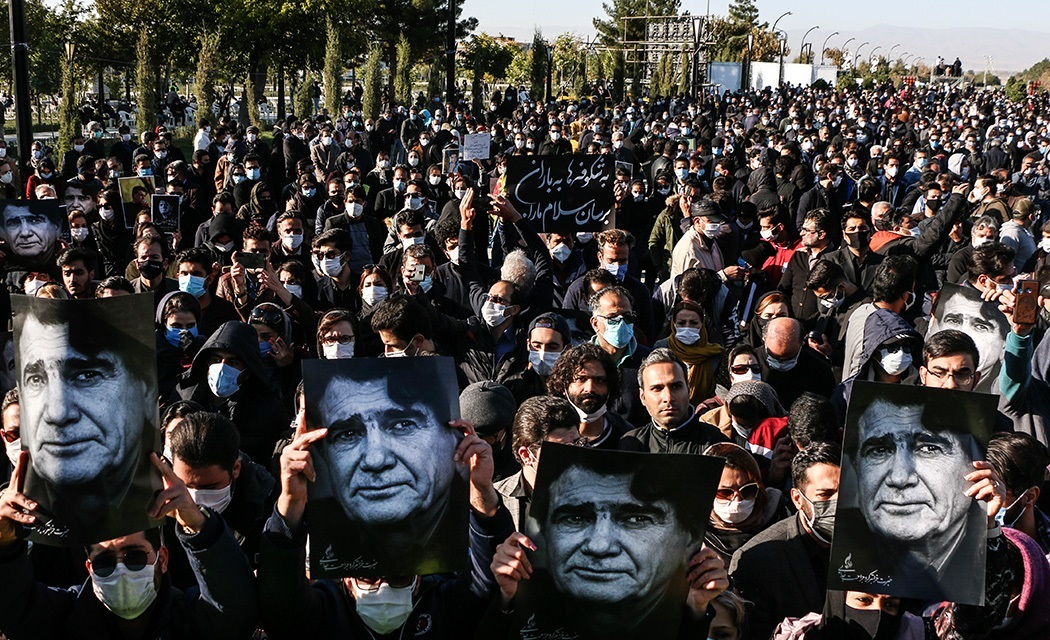
در مراسم خاکسپاری

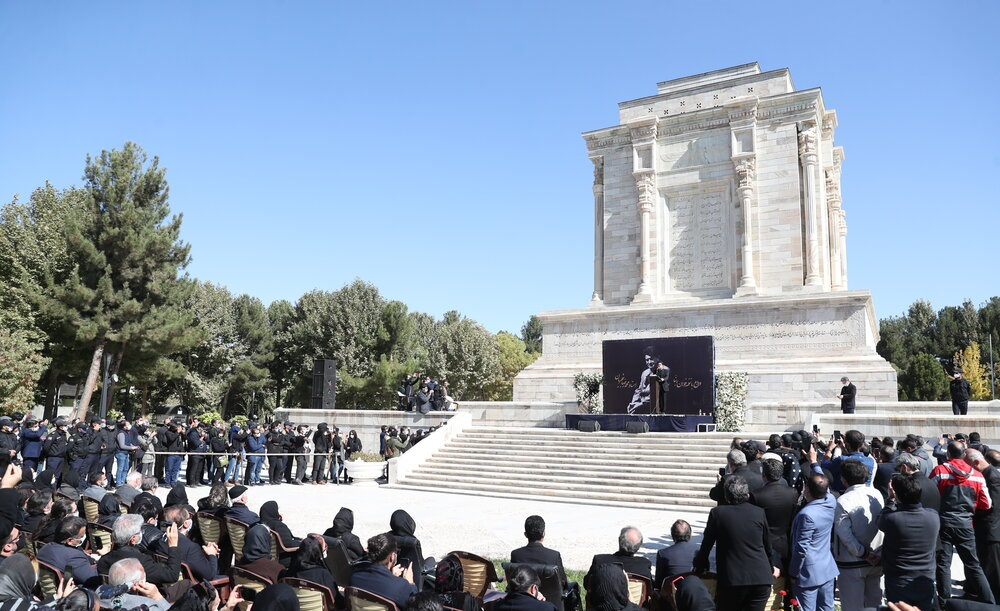
خاکسپاری محمدرضا شجریان

محمدرضا شجریان (۱ مهر ۱۳۱۹ – ۱۷ مهر ۱۳۹۹) موسیقی‌دان و خوانندهٔ موسیقی ایرانی بود. وی همچنین خوش‌نویس در خطِ نستعلیق، رئیس شورای عالی خانه موسیقی ایران، بنیان‌گذار گروه شهناز و مبدع چند ساز موسیقی بود؛ که در سن ۸۰ سالگی درگذشت.

## بیماری و درگذشت
محمدرضا شجریان در پیام ویدئویی برای تبریک نوروز ۱۳۹۵ با چهره‌ای دگرگونه و موهای بسیار کوتاه حاضر شد. برخی سایت‌ها از ابتلای او به سرطان کلیه خبر دادند.
خود من هم با یک میهمان ۱۵ ساله‌ای سال‌هاست که آشنا هستم و دوست شدیم با همدیگر و الآن هم من به خاطر همان اینجا ایستاده‌ام و طبق دستور ایشان موهای سرم را هم کوتاه کردم و بچهٔ حرف‌گوش‌کنی شدم و چند وقت دیگر هم در این‌جا هستم، چون آرامش خوبی دارم و خیلی راحتم این‌جا، برای این‌که با این میهمان بتوانیم به تفاهم برسیم ان‌شاءالله. به تفاهم که رسیدیم، راه می‌افتم می‌آیم به سراغ شما هم‌میهنان عزیزم و کارهای هنری‌ام را دنبال خواهم کرد.— محمدرضا شجریان در پیام نوروزی ۱۳۹۵، پیام ویدئویی استاد شجریان. یوتیوب. ۱۳۹۵. دریافت‌شده در ۱ فروردین ۱۳۹۵.

## واکنش‌ها پس از درگذشت
| همایون شجریان | توییتر |
| @H_Shajarian  |        |

             خاک پای مردم ایران به دیدار معشوق پرواز کرد
         

        ۱۳ مهر ۱۳۹۹

همایون شجریان پس از درگذشت پدرش در توییتی چنین اعلام کرد: «خاک پای مردم ایران به دیدار معشوق پرواز کرد». مژگان شجریان نیز نوشت: «صدای تاریخ پناه مردم ایران زمین رفت».
پس از درگذشت وی، هشتگ شجریان در توییتر فارسی ترند یکم و در جهان ترند ششم شد.در اینستاگرام نیز کاربران ایرانی به خبر درگذشت او واکنش نشان دادند.

|              | رضا پهلوی | توییتر |
| @PahlaviReza |           |        |

             جماعتی که نظر را حرام می‌گویند
نظر حرام بکردند و خون خلق حلال صدای خسرو آواز ایران خاموش نمی‌شود
         

        ۱۳ مهر ۱۳۹۹

|             | حسن روحانی | توییتر |
| @Rouhani_ir |            |        |

             استاد محمدرضا #شجریان چهره برجسته هنری و آفریننده ماندگارترین نواهای دلنشین ایرانی و خواننده ربنای رمضان، میراث ارزشمندی از خود به یادگار گذاشت.
یقیناً ملت قدرشناس ایران، نام و یاد و آثار این هنرمند محبوب را همواره در خاطره‌ها، زنده نگاه خواهد داشت. روحش شاد و یادش گرامی
         

        ۱۳ مهر ۱۳۹۹

#### تجمع در جلوی بیمارستان

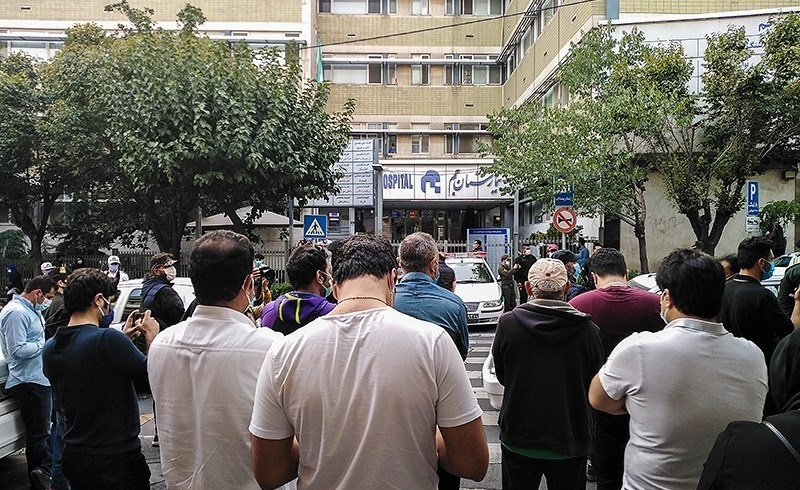
بیمارستان جم در ساعات اول اعلام خبر فوت محمدرضا شجریان

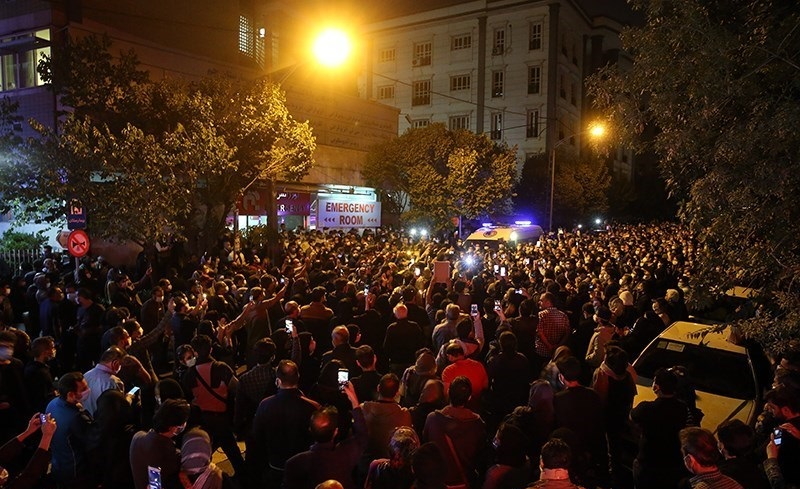
تجمع دوستداران در شب درگذشت

ساعاتی پس از درگذشت شجریان، در هنگام سخنرانی همایون شجریان مقابل بیمارستان جم، عده‌ای از حضار شعار «مرگ بر دیکتاتور» سر دادند. آن‌ها همچنین در شب درگذشت، شعارهای «ننگ ما ننگ ما صدا و سیمای ما» و «دیکتاتور بمیرد شجر هرگز نمیرد» و «مرگ بر دیکتاتور» سر دادند و به ممنوع‌التصویری وی از سوی صدا و سیما به دلیل مواضع سیاسی‌اش پس از انتخابات ریاست جمهوری ۱۳۸۸ معترض شدند. همچنین هواداران او در مقابل بیمارستان تجمع کردند و برای ادای احترام، تصنیف «مرغ سحر» شجریان و دیگر آثار خوانده شده توسط وی را به صورت آواز دسته‌جمعی خواندند. ویدئوهای به‌اشتراک گذاشته‌شده از تجمع سوگواران شجریان در برابر بیمارستان جم نشان می‌دهد که یگان ویژه نیروی انتظامی به مردم حمله کردند. همچنین گزارش‌هایی در رسانه‌های اجتماعی از حضور پلیس ضد شورش برای متفرق کردن این تجمع منتشر شد.
علیرضا افتخاری در اعتراض به پلیس ضد شورش گفت: «برای چی مردم را با باتوم می‌زنید. اوضاع را شما به هم می‌ریزید. تاریخ چه می‌نویسد؟ این مردم علاقه‌مند به موسیقی هستند و عاشق استاد شجریان بودند. فردا با یک حقوق ناچیز بازنشسته می‌شوید. آن موقع وجدان چه خواهد بود؟ من اگر آنجا بودم باتوم را ازت می‌گرفتم»
تصاویر محمدرضا شجریان، شبانه از بیلبوردهای همدان پایین کشیده شد.

## بیانیه‌ها و پیام‌های تسلیت

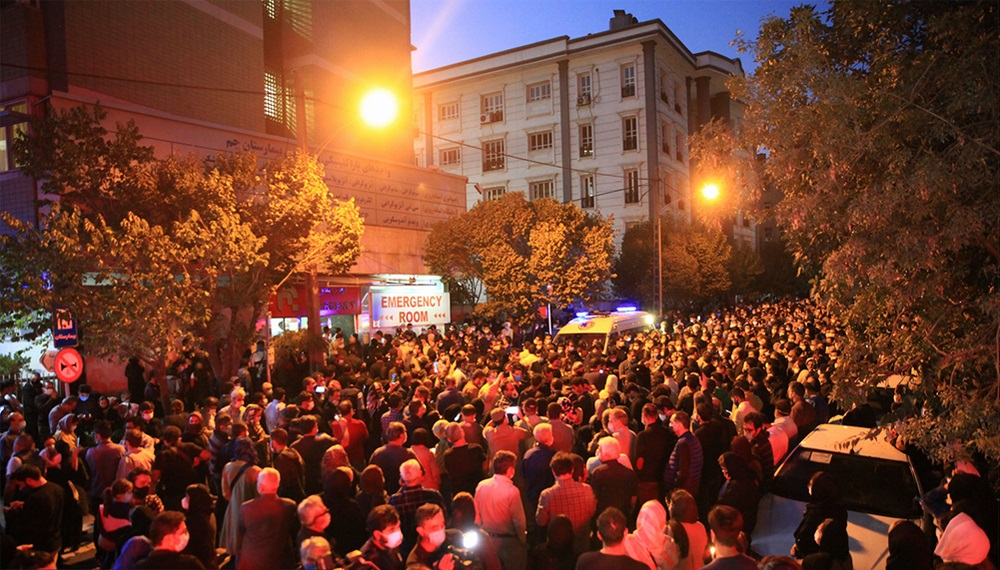
در شب درگذشت

### واکنش‌های ایرانیان
فرح پهلوی: «صدای بی‌همتای محمدرضا شجریان به عنوان دلسوز ملت ایران و استاد مسلم موسیقی هرگز فراموش و خاموش نخواهد شد.»
حسین علیزاده در مراسم شجریان: «استاد شجریان نشان داد که برای همیشه زنده خواهد ماند و فراموش نمی‌شود. استاد شجریان قدرتی را نشان داد که حتی وقتی در این دنیا نیست، از وجود او ترس دارند.»
احمد پژمان: «خبرِ تأسف‌بارِ درگذشتِ اُستاد محمّدرضا شجریان موجبِ تألّمِ عمیقِ این‌جانب شد. به‌یاد می‌آورم نخستین دیدارِ من و محمدرضا شجریان به دعوت استادِ زنده‌یاد حسینِ دهلوی و آقایِ محمودِ کریمی دست داد و در طولِ سالیانی که گذشت هرچند تداومِ مستمر نیافت لیکن رشتهٔ مهر هرگز گسسته نشد. برای آن هنرمندِ درگذشته آرامشی ابدی و برای خانوادهٔ داغ‌دارِ ایشان صبر و آرامش آرزو دارم.»
 محمد اصفهانی: من از تو صبر ندارم که بی تو بنشینم، کسی دگر نتوانم که بر تو برگزینم. استاد، صدای بی نظیر شما با اشعار بی نظیری عجین شده که همواره در ما زندگی می‌کند. این مفارقت را تسلیت نمی‌گویم چون شجریان مدت‌هاست که در مقام حضور متمکن است.
 علیرضا قربانی: «استاد شجریان عزیز همیشه در قلب‌مان باقی خواهی ماند.»
 کیهان کلهر: «جان از تن آواز رفت.»
 گوگوش: «مرغ سحر ناله سر کرد، داغ مرا تازه‌تر کرد.»
 شهرام ناظری: استاد شجریان رفتنی نیست، او برای همیشه تاریخ زنده و جاوید است.
 اصغر فرهادی: «محبوب قلبهای ایرانیان جهان را ترک کرد.»
 بهروز وثوقی: در واکنش به درگذشت استاد آواز ایران در اینستاگرام نوشت: روحت شاد رفیقم.
 داریوش: یاد، نام و صدایش خاموش نخواهد شد.
 ابی: «زبان توان وصف حالم را ندارد. استاد آواز ایران، اعتبار و افتخار موسیقی کشورم دیگر در بین ما نیست. تسلیت می‌گویم به ملت عزیز ایران، خانواده داغدار هنر و خانواده بزرگوار ایشان.»
 اردلان سرفراز: «آری این سیلاب بی‌امان مصیبت را گویی سر بازایستادن نیست عزیزانی که می‌روند اما هرگز نمی‌میرند با مرگ تن پایان نمی‌گیرند حتی اگر این صحنه از آنان یک چند خالی ماند.»
 گلشیفته فراهانی: «از دست دادن این گنجینه برای ایران و ایرانی غیرقابل توصیف است.»
 محمود دولت‌آبادی: «تلخی پایانِ زندگی شجریان منحصر به این کمتر از یک سال اخیر نبود که با گرمای خانواده، دلدادگی پزشکان مجرب و علمِ پزشکی زنده نگه داشته شد. تلخی عمیق‌تر آن بود که هنرمند ممتاز آواز ایران در اوج کمال‌یافتگی، حضور و بانگِ بی‌نظیرش دریغ شد از مردمی که اکنون به سوگ او نشسته‌اند و اشک می‌ریزند.»
 مهران مدیری با شعری از شاملو پیام تسلیت داد. وی نوشت: «هرگز از مرگ نهراسیده‌ام اگرچه دستانش از ابتذال، شکننده‌تر بود. هراسِ من باری همه از مردن در سرزمینی‌ست که مزدِ گورکن، از آزادیِ آدمی افزون باشد…»
 علی دایی: استاد شجریان تا ابد صدایش ماندگار است او متعهدانه و شکیب و با تأمل فرهنگ ناب ایرانی را در قامت موسیقی به خارج از مرزهای ایران کشید این واقعه دردناک را به همایون عزیز وخانواده محترم استاد و عموم مردم ایران تسلیت عرض می‌نمایم.
 خانوادهٔ پویا بختیاری: پویای ما عاشق استاد بود و استاد عاشق آزادگی و هر دو عاشق ایران امروز نزدیک به یک سال است که به خاطر غم از دست دادن پویای عزیزمان اشک در چشم و خون در دل بردباری می‌کنیم و امروز غم دیگری در جانمان رخنه کرد. ما خانوادهٔ بختیاری درگذشت خداوندگار موسیقی ایران استاد شجریان را خدمت خانواده عزیز ایشان و مردم بزرگ ایران تسلیت عرض می‌کنیم. روحشان شاد پاینده ایران.
و همچنین محمدرضا عارف، فرناز فصیحی، علی لاریجانی، محمدجواد ظریف، اسحاق جهانگیری، سید مصطفی تاج‌زاده، علی دایی، رضا عطاران، علی کریمی، پریناز ایزدیار، سید محمد خاتمی، خانواده میرحسین موسوی، مریم رجوی، نوید محمدزاده، سام درخشانی، امیر آقایی، سعید آقاخانی، سعید نمکی، بیژن نامدار زنگنه، محمدباقر نوبخت، مسعود سلطانی‌فر، محمدجواد آذری جهرمی، علی ربیعی، حسینعلی امیری، عباس آخوندی، پیروز حناچی، علی‌اکبر صالحی، محمود واعظی، عادل فردوسی‌پور، پرویز پرستویی، محمدرضا شفیعی کدکنی، بهنام بانی، معین، لیلا فروهر، شهاب حسینی، عارف، رضا صادقی، ساسی، مهدی پاکدل، محمد علیزاده، اندی، جواد نکونام، مهراوه شریفی‌نیا، محسن ابراهیم‌زاده، سیاوش شمس، امید حاجیلی، عرفان، الناز حبیبی، کامران و هومن، احسان خواجه‌امیری، علی زند وکیلی، پیمان معادی، سحر دولتشاهی، محمد اصفهانی، علی پروین، نوش‌آفرین، منصور، حجت اشرف‌زاده، رستاک حلاج، رامبد جوان، مسعود شجاعی، رضا رشیدپور، هلن، مجید اخشابی، سیاوش خیرابی، سپیده، فرامرز اصلانی، سحر زکریا، کامیار، سیامک انصاری، حامد همایون، هنگامه، داریوش فرضیایی، جمشید، حامد نیک‌پی، سارا خوئینی‌ها، شهرام شکوهی، کامبیز دیرباز، علیرضا عصار، فرشید امین، نسرین نصرتی، حمید عسکری، ریحانه پارسا، آرون افشار، علی عبدالمالکی، لیلا بلوکات، محسن یگانه، حمید حامی، علی لهراسبی، روزبه بمانی، شهرام صولتی، علیرضا طلیسچی، نسرین مقانلو، یغما گلرویی، سینا حجازی، گلاره عباسی، بابک جهانبخش، محمدرضا گلزار، آشا محرابی، فریدون آسرایی، محمدرضا هدایتی، مازیار فلاحی، بهنوش طباطبایی، محسن تنابنده، پرستو صالحی، آزاده نامداری، الهام حمیدی، بهرام افشاری، سیروان خسروی، زانیار خسروی، بهرام رادان، گرشا رضایی، پوریا پورسرخ، سینا شعبانخانی، سعید شایسته، لیلا اوتادی، شادمهر عقیلی، بهنوش بختیاری، روزبه نعمت‌اللهی، سیاوش قمیشی، نفیسه روشن، مهدی احمدوند، فاطمه معتمدآریا، نیکی کریمی، مصطفی کیایی، محسن چاوشی، علی شادمان، مهدی یغمایی، آناهیتا نعمتی، رضا یزدانی، متین ستوده، مهدی یراحی، پانته‌آ بهرام، سالار عقیلی، تینا آخوندتبار، امیرحسین صادقی، آناهیتا همتی، سعید شهروز، الهه حصاری، هستی مهدوی ،اسدالله یکتا، تهمورس پورناظری، تهمینه میلانی، سهراب پورناظری سینا سرلک و… به درگذشت وی واکنش نشان دادند،.

### واکنش‌ها در افغانستان
- عبدالله عبدالله سیاست‌مدار و رئیس شورای عالی مصالحه ملی افغانستان در پیامی شجریان را میراث مشترک فرهنگی کشورهای منطقه و معرفِ اشعار شاعران بزرگ زبان فارسی از جمله مولوی، حافظ، سعدی و فردوسی دانست و اعلام کرد «شادروان شجریان آثار گران‌بهایی را به یادگار گذاشته که نام وی را ثبت تاریخ و جاویدانه می‌سازد. فقدان چنین هنرمندی پرناشدنی است.»[۴۲]
- محمد طاهر زهیر، وزیر فرهنگ ⁧افغانستان درگذشت شجریان را «مایه تأثر و تألم عمیق ملت افغانستان و جامعه فرهنگی» خواند و اعلام کرد که «میراث ایشان برای مردم افغانستان که سابقه تمدنی و داد و ستد فرهنگی طولانی دارند، بسیار محترم و ارجمند است.»[۴۳]
- وزارت امور خارجه افغانستان، درگذشت شجریان را به حوزهٔ زبان فارسی تسلیت گفته است و از متأثر شدن حوزهٔ زبان فارسی از این رویداد سخن زده است.[۴۲]

### واکنش‌های دیگران
- نیچروان بارزانی رئیس اقلیم کردستان عراق در صفحه توئیتر خود به درگذشت محمدرضا شجریان واکنش نشان داد و در پیامی به فارسی نوشت: «تنها صداست که می‌ماند… بانهایت اندوه درگذشت خسرو آواز ایران زمین و اسطوره تکرار ناشدنی موسیقی را به خانواده محترم شجریان، جامعه هنری و دوستداران ایشان تسلیت عرض می‌نمایم.»[۴۴]
- سفارت جمهوری آذربایجان در تهران با انتشار تصویری از استاد محمد رضا شجریان که وی را «ترنم ماندگار ایران» خوانده، درگذشت این هنرمند را تسلیت گفت.[۴۵]
- استفان شولتر، سفیر اتریش در ایران با انتشار توییتی از شجریان به عنوان «هنرمند محبوب و مردمی یاد» کرد.[۴۶]
- سفارت بریتانیا در تهران در صفحه اینستاگرام خود نوشت: درگذشت یکی از برجسته‌ترین چهره‌های موسیقی سنتی ایران در یک قرن گذشته را به تمامی طرفدانش تسلیت گفت.[۴۷]
- سفارت سوییس در تهران: خاطره کنسرت‌های استاد شجریان در لوزان و زوریخ را عزیز خواهیم داشت[۴۸]
- سفارت فرانسه در ایران در پیامی در توئیتر نوشت: «محمدرضا شجریان واپسین آوازش را خواند. نغمه‌های خسرو آواز ایران تا ابد در یادمان خواهد ماند. سفارت فرانسه در ایران به خانواده، نزدیکان وی و تمامی ایرانیان از صمیم قلب تسلیت می‌گوید.»[۲۲][۴۹][۵۰]
- مورگان اورتگس، سخنگوی وزارت خارجه آمریکا هم در توییتر خود به درگذشت محمدرضا شجریان واکنش نشان داده است. وی نوشته است، ما در سوگواری برای استاد آواز، محمدرضا شجریان، که صدا و شجاعت او الهام بخش بسیاری از مردم بود، به ایرانیان می‌پیوندیم؛ و متأسفانه، زمانی که ایرانیان برای ادای احترام به او به خیابان‌ها سرازیر شدند، اراذل و اوباش شبه نظامی حکومت برای ضرب و شتم آنها به خیابان‌ها هجوم آوردند.[۵۱]
- سفارت مجازی ایالات متحده در ایران هم در واکنش به درگذشت شجریان در توییتر نوشت: «آسوده بخواب استاد - شما با استعداد و سخاوت خود الهام‌بخش بسیاری از مردم بودید. ما دلتنگ صدا، شجاعت و عشق شما به مردم ایران خواهیم بود.»[۵۱]
- دفتر مرکزی سازمان ملل در ایران در صفحه توییتر خود نوشت: «از خبر درگذشت استاد بزرگ آواز ایران #محمدرضا_شجریان به شدت متأثر شدیم. از طرف خانواده سازمان ملل متحد در ایران به خانواده شجریان و تمامی طرفداران ایشان در ایران و سراسر جهان تسلیت می‌گوییم. روحشان قرین آرامش.»[۱۵]

## بازتاب جهانی
رسانه‌های شناخته شده بین‌المللی همچون رویترز، گاردین، بی‌بی‌سی، فرانس ۲۴، سی بی اس، وب سایت رادیو ملی آمریکا و رادیو و تلویزیون ملی ترکیه، شبکه بلومبرگ، وال استریت ژورنال و شبکه الجزیره خبر درگذشت محمدرضا شجریان، هنرمند موسیقی ایرانی در عرصه موسیقی را پوشش دادند و به تجمع طرفداران وی در مقابل بیمارستان محل بستری اش اشاره کردند.
رسانه‌های خارجی ضمن نگاهی به زندگی هنری و اجتماعی شجریان از پیش از انقلاب تاکنون، به نقش پررنگ او در احیای موسیقی کلاسیک و سنتی ایران پرداختند.